# Oldfeltia polyphlebia
Oldfeltia es un género monotípico de plantas herbáceas perteneciente a la familia de las asteráceas. Su única especie: Oldfeltia polyphlebia, es originaria de Cuba, donde se encuentra en la Provincia de Oriente.

## Taxonomía
Oldfeltia polyphlebia fue descrita por (Griseb.) B.Nord. & Lundin  y publicado en Compositae Newsletter 38: 67. 2002
Sinonimia
- Pentacalia polyphlebia (Griseb.) Borhidi
- Senecio polyphlebius Griseb.[3]